# به ممنوعه‌ها گوش کن
«به ممنوعه‌ها گوش کن» یا به تحریم‌شده گوش‌سپار یک آلبوم گردآوری‌شده است که شامل موسیقی هنرمندان ممنوعه، سانسور شده و زندانی از خاورمیانه ، آفریقا و آسیا است.   این آلبوم حاصل دو سال همکاری بین هنرمند نروژی ، دیا خان، و سازمان بین‌المللی فری‌میوز  است. آلبوم «به ممنوعه گوش کن» علاوه بر دریافت تحسین منتقدان، در جدول موسیقی جهانی اروپا به رتبه ششم رسید و ماه‌ها در این جدول حضور داشت.  این آلبوم در سال ۲۰۱۰ به صورت جهانی منتشر شد.
هدف دیا خان در کنار فری‌میوز، از انتشار «به ممنوعه‌ها گوش دهید» این است که به بی‌صدایان فرصتی برای آواز دهد و آزادی بیان خلاقانه و موسیقیایی را ترویج دهد و فری‌میوز این اندیشه را ترویج می‌دهد.  این آلبوم توسط سازمان عفو بین‌الملل بریتانیا حمایت می‌شد. 
آلبوم «به ممنوعه گوش کن» که توسط فری‌میوز و دیا ارائه شده ، اولین آلبوم از مجموعه‌ای گسترده‌تر از سری آلبوم‌های گردآوری‌شده‌ی «به ممنوعه گوش کن» است که قرار است منتشر شوند.

## فهرست آهنگ‌ها
| شماره | نام                  | Performer(s)      | مدت  |
| ----- | -------------------- | ----------------- | ---- |
| ۱.    | «راز»                | مهسا وحدت         | ۴:۵۹ |
| ۲.    | «عروس آفتاب»         | فرهاد دریا        | ۳:۴۴ |
| ۳.    | «قانون اساسی کنستیپ» | لاپیرو د ام‌بانگا  | ۷:۳۱ |
| ۴.    | «ای پدر، من یوسفم»   | مارسل خلیفه       | ۶:۵۴ |
| ۵.    | «زن شورشی»           | Chiwoniso Maraire | ۴:۳۱ |
| ۶.    | «ترک قدرت»           | تیکن جاه فقولی    | ۴:۲۰ |
| ۷.    | «سلام دارفور»        | اباذر حمید        | ۳:۵۷ |
| ۸.    | «الشط الخوار»        | کمیلا جبران       | ۴:۴۵ |
| ۹.    | «اتلان دوک»          | کوراش سلطان       | ۵:۳۲ |
| ۱۰.   | «الیسرو»             | فرهاد تونج        | ۵:۳۳ |
| ۱۱.   | «رگرسو»              | عزیزه ابراهیم     | ۵:۱۱ |
| ۱۲.   | «اسپینا کونترابا»    | هارون پاشا        | ۶:۴۱ |
| ۱۳.   | «نه به نژادپرستی»    | فضل دی            | ۳:۱۰ |
| ۱۴.   | «بهلک»               | امل مرقس          | ۲:۳۹ |

## پیوندهای خارجی
- گوش دادن رسمی به وب‌سایت ممنوعه
- وب‌سایت فریموز
- ولی انترتینمنت (انتشار در غرب)
- Grappa-Heilo (انتشار اروپایی)